# Mammoth Mountain
Ne doit pas être confondu avec le pic Mammoth, ni avec la station de sports d'hiver Mammoth Mountain Ski Area.
Mammoth Mountain est un volcan qui se trouve à l'ouest de la ville de Mammoth Lakes dans l'Inyo National Forest. Mammoth Mountain est réputé pour son domaine skiable et son fort enneigement dû à sa situation privilégiée dans la Sierra Nevada.
Cette montagne s'est formée à la suite d'une longue série d'éruptions qui ont commencé il y a environ 200 000 ans et se sont arrêtées sans doute il y a 50 000 ans. Le volcan donne toujours des signes d'activité avec de petites éruptions et des fumerolles. Il appartient à une série de cratères appelée cratères de Mono-Inyo ainsi qu'au versant sud-ouest de la caldeira de Long Valley.
Mammoth Mountain est composée de dacite et de rhyolite.

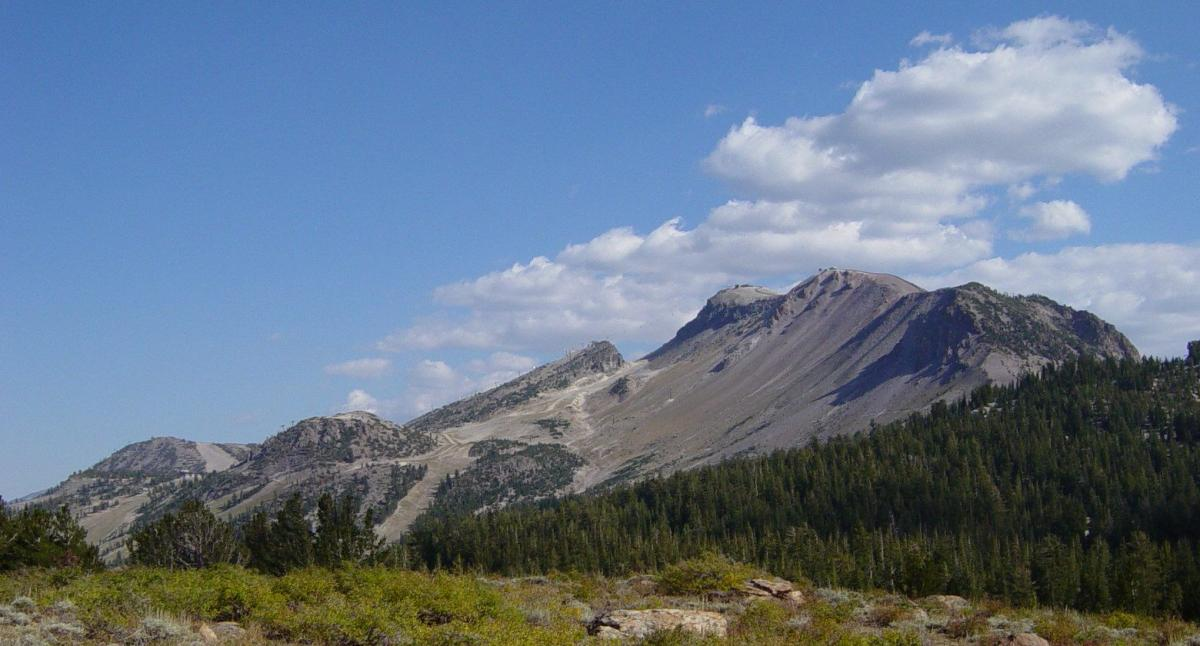
Mammoth Mountain depuis le nord (Minaret Summit)